# Rinorea oraria
Rinorea oraria är en violväxtart som beskrevs av J.A. Steyerm. och A. Fernandez Perez. Rinorea oraria ingår i släktet Rinorea och familjen violväxter. Inga underarter finns listade i Catalogue of Life.